# Miłość i inne nieszczęścia
Miłość i inne nieszczęścia (ang. Love and Other Disasters, fr. Love (et ses petits désastres)) – brytyjsko-francusko-amerykańska komedia romantyczna w reżyserii Alka Keshishiana.

## O filmie
Miłość i inne nieszczęścia jest drugim fabularnym dziełem reżysera kontrowersyjnego filmu dokumentalnego pt. W łóżku z Madonną (Madonna: Truth or Dare) z 1991 roku. Opiera się na serii aluzji do filmu Śniadanie u Tiffany’ego: począwszy od plakatu nawiązującego do dzieła Blake’a Edwardsa, przez makijaż bohaterki przywołujący Audrey Hepburn, do uważnego i krytycznego oglądania samego filmu przez Petera Simona i Jacks.

## Obsada
- Brittany Murphy jako Jacks
- Santiago Cabrera jako Paolo Sarmiento
- Catherine Tate jako Talullah Wentworth
- Stephanie Beacham jako Felcity Wentworth
- Matthew Rhys jako Peter Simon
- Gwyneth Paltrow jako aktorka hollywoodzka grająca Jacks
- Orlando Bloom jako aktor hollywoodzki grający Paolo
- Samantha Bloom jako Pandora (jako Sam Bloom)
- Jamie Honeybourne jako Unicorn Gallagher

## Treść
Jacks, asystentka w redakcji brytyjskiego Vogue'a, mieszka w Londynie z Peterem Simonem, początkującym scenarzystą. Istniejąca między nimi relacja zaufania związana jest m.in. z tym, że Peter jest gejem, co daje Jacks poczucie bezpieczeństwa i jednoznacznie aseksualnego charakteru ich przyjaźni. Oboje mają jednak problemy w nawiązywaniu stałych relacji, a przyczyna tych problemów zidentyfikowana jest jako idealizacja związków na podstawie dzieł fikcji, które zdaniem bohaterów filmu tworzą iluzję idealnej i wiecznej miłości.